# Nume alternative pentru specia umană
Denumirea comună a speciei umane este om. În plus, față de numele taxonomic general acceptat Homo sapiens (în latină: „Om înțelept” sau „Om inteligent”, după Linnaeus, la 1758), au fost create alte denumiri în limba latină pentru specia umană, pentru a se referi la diferite aspecte ale caracterului uman.
Unele dintre ele sunt ironice în autoatribuirea însușirilor morale imanente, altele sunt referiri serioase la universalii umane care pot fi considerate caracteristici definitorii ale speciei. Cele mai multe dintre acestea se referă la abilitățile lingvistice, intelectuale, spirituale, estetice, sociale sau tehnologice, considerate a fi unice pentru omenire.

## Lista denumirilor binomiale
| Nume                             | Traducere                                              | Note |
| -------------------------------- | ------------------------------------------------------ | --- |
| Homo absconditus                 | "Omul abscons, enigmatic"                              | Pappe, 1967 |
| Homo adorans                     | "Omul care venerează"                                  | Omul ca servitor al lui Dumnezeu sau al zeilor. |
| Homo aestheticus                 | "Omul estet"                                           | În romanul lui Goethe Anii de uceinicie ai lui Wilhelm Meisters, principalul antagonist al lui Homo oeconomicus în conflictul intern care îl chinuie pe filosof. Homo aestheticus este "omul aristocrat" în entimente și emoții. Ellen Dissanayake (1992) folosește termenul pentru a sugera că apariția artei a reprezentat un punct central în formarea speciei umane. |
| Homo amans                       | "Omul iubitor"                                         | Omul ca reprezentant al iubirii; Humberto Maturana, 2008 |
| Homo animalis                    | "Omul cu suflet"                                       | Omul ca posesor al unui animus sive mens (suflet sau minte), Heidegger (1975). |
| Homo avarus                      | "Omul avar, lacom"                                     | Folosit pentru omul "stimulat de lăcomie" de Barnett (1977). |
| Homo combinans                   | "Omul care combină"                                    | Omul ca singura specie care efectuează operații combinatoriale nelimitate care stau la baza sintaxei și, eventual, a altor capacități cognitive; Cedric Boeckx, 2009. |
| Homo contaminatus                | "Omul contaminat"                                      | Sugerat de Luigi Romeo (1979) alături de Homo inquinatus ("Omul poluat") "pentru a desemna omul contemporan poluat de avansul său tehnologic". |
| Homo creator                     | "Omul creator"                                         | Folosit de Nicolaus Cusanus cu referire la om ca imago Dei; extins la Homo alter deus de K.-O. Apel (1955). |
| Homo degeneratus                 | "Omul degenerativ"                                     | Omul sau omenirea ca întreg dacă suferă o dezvoltare regresivă (devoluție); Andrej Poleev, 2013 |
| Homo demens                      | "Omul nebun, dement"                                   | Omul ca fiind singura ființă cu iluzii iraționale. Edgar Morin, 1975 |
| Homo deus                        | "Omul Dumnezeu"                                        | Omul ca Dumnezeu, înzestrat cu abilități supranaturale, cum ar fi viața veșnică, așa cum este descris în cartea lui Yuval Noah Harari, din 2015, Homo Deus: A Brief History of Tomorrow |
| Homo discens                     | "Omul care învață"                                     | Omul capabil să învețe și să se adapteze, după Heinrich Roth & Theodor Wilhelm |
| Homo domesticus                  | "Omul domestic"                                        | Omul condiționat de mediul construit; Oscar Carvajal, 2005, & Derrick Jensen, 2006 |
| Homo duplex                      | "Omul dublu"                                           | Honoré de Balzac, 1846, & Joseph Conrad, 1903. Ideea omului dublu sau divizat a fost dezvoltată de Émile Durkheim (1912) pentru a ilustra interacțiunea dintre animalitatea omului și tendințele sociale. |
| Homo economicus                  | "Omul economic"                                        | Omul ca reprezentant al raționalității și interesat de sine (secolul XIX). |
| Homo educandus                   | "Omul educat"                                          | Nevoia umană de educație înainte de a atinge maturitatea. Heinrich Roth, 1966 |
| Homo ethicus                     | "Omul etic"                                            | Omul ca reprezentant etic. |
| Homo excentricus                 | "Omul non-egocentric"                                  | Capacitatea umană pentru obiectivitate, autoreflecție, teoria minții. Helmuth Plessner, 1928 |
| Homo faber                       | "Omul făruitor, creator de unelte                      | Karl Marx, Kenneth Oakley (1949), Max Frisch (1957), Hannah Arendt. |
| Homo ferox                       | "Omul feroce"                                          | T.H. White, 1958 |
| Homo generosus                   | "Omul generos"                                         | Tor Nørretranders, Generous Man (2005) |
| Homo geographicus                | "Omul ocupând un loc, un punct geografic"              | Robert D. Sack, în Homo Geographicus (1997) |
| Homo grammaticus                 | "Omul gramatical"                                      | Folosirea gramaticii, a limbajului de către om. Frank Palmer, 1971 |
| Homo humanus                     | "Omul uman"                                            | Folosit ca tremen pentru umanitate considerată ca umană în sens cultural, în opoziție cu homo biologicus, omul considerat ca specie biologică (și deci sinonim cu Homo sapiens); distincția a fost făcută în acești termeni de John N. Deely (1973). |
| Homo hypocritus                  | "Omul ipocrit"                                         | Robin Hanson (2010) |
| Homo imitans                     | "Omul imitator"                                        | Capacitatea umană de a învăța și a se adapta prin imitație. Andrew N. Meltzoff (1988) & Jürgen Lethmate (1992) |
| Homo inermis                     | "Omul neajutorat"                                      | Omul lipsit de apărare, neprotejat, lipsit de instinctele animalice. J.F. Blumenbach (1779), J.G. Herder (1784–1791) & Arnold Gehlen (1940) |
| Homo ignorans                    | "Omul ignorant"                                        | Antonim cu știință (Bazán – 1972, Romeo – 1979:64) |
| Homo interneticus                | "Omul conectat la nivel global"                        | O formă nouă de evoluție umană bazată pe capacitatea de comunicare. |
| Homo investigans                 | "Omul investigator, curios"                            | Curiozitatea umană sau capacitatea de a învăța prin deducție. Werner Luck, 1976 |
| Homo laborans                    | "Omul muncitor"                                        | Capacitatea umană pentru diviziunea muncii, specializare și expertiză în meșteșug. Theodor Litt, 1948 |
| Homo logicus                     | "Omul logic"                                           | Homo logicus este condus de o dorință irezistibilă de a înțelege cum funcționează lucrurile. În schimb, Homo sapiens are o dorință puternică de succes. Alan Cooper, 1999 |
| Homo loquens                     | "Omul elocvent"                                        | Omul ca singurul animal capabil de limbaj. J.G. Herder (1772), J.F. Blumenbach (1779). |
| Homo loquax                      | "Omul locvace"                                         | Variație parodică la Homo loquens, folosită de Henri Bergson (1943), Tom Wolfe (2006), de asemenea în A Canticle for Leibowitz (1960). |
| Homo ludens                      | "Omul jucăuș"                                          | Caracterizarea culturii umane ca având în esență caracterul de joacă. Friedrich Schiller (1795); Johan Huizinga, Homo Ludens (1938). |
| Homo mendax                      | "Omul mincinos"                                        | Omul cu abilitatea de a spune minciuniu. Fernando Vallejo |
| Homo metaphysicus                | "Omul metafizic"                                       | Arthur Schopenhauer,1819 |
| Homo necans                      | "Omul ucigaș"                                          | Walter Burkert, 1972 |
| Homo neophilus și Homo neophobus | "Omul iubitor de noutate" și "Omul temător de noutate" | Termen creat de personaje din Trilogia Illuminatus !, de Robert Shea și Robert Anton Wilson pentru a descrie două tipuri distincte de ființe umane: una care caută și cuprinde noi idei și situații (neophilus) și alta care se agață de obișnuință și se teme de nou (neophobus).                                                                                       |
| Homo patiens                     | "Omul răbdător, cel care îndură"                       | Capacitatea umană pentru suferință. Viktor Frankl, 1988 |
| Homo pictor                      | "Omul pictor, artist"                                  | Simțul uman al esteticului. Hans Jonas, 1961 |
| Homo poetica                     | "Omul poet"                                            | Ernest Becker, în The Structure of Evil: An Essay on the Unification of the Science of Man (1968). |
| Homo religiosus                  | "Omul religios"                                        | Alister Hardy |
| Homo ridens                      | "Omul care râde"                                       | G.B. Milner, 1969 |
| Homo reciprocans                 | "Omul reciproc"                                        | Omul ca actor care cooperează, care este motivat de îmbunătățirea mediului și a bunăstării acestuia. Samuel Bowles și Herbert Gintis, 1997 |
| Homo sacer                       | "Omul sacru" sau "Omul blestemat"                      | În Dreptul roman, o persoană care este interzisă și poate fi ucisă de oricine, dar nu poate fi sacrificată într-un ritual religios. Filosoful italian Giorgio Agamben ia conceptul ca punct de plecare al lucrării sale principale "Homo Sacer: Suveran Power and Bare Life" (1998)                                                                                      |
| Homo sanguinis                   | "Omul sângeros"                                        | Un comentariu asupra relațiilor externe umane și a capacității crescânde a omului de a duce războaie, de către anatomistul W.M. Cobb în "Jurnalul Asociației Medicale Naționale" în 1969 și 1975. |
| Homo sciens                      | "Omul care cunoaște"                                   | Termen folosit de Siger de Brabant, remarcat ca un precedent pentru Homo sapiens de Bazán (1972), (Romeo 1979:128) |
| Homo sentimentalis               | "Omul sentimental"                                     | Omul născut într-o civilizație a sentimentului, care a ridicat trăirile la o categorie valorică; abilitatea umană de a empatiza, dar și de a idealiza emoțiile, făcându-le să servească ideilor. Milan Kundera în Imortalitate (1990), Eugene Halton în Bereft of Reason: On the Decline of Social Thought and Prospects for Its Renewal (1995).                         |
| Homo socius                      | "Omul social"                                          | Omul ca ființă socială. O trăsătură inerentă oamenilor, atâta timp cât nu au trăit în totalitate în izolare. Peter Berger & Thomas Luckmann în The Social Construction of Reality (1966). |
| Homo sociologicus                | "Omul sociologic"                                      | Termen parodic; specia umană cu înclinații către sociologie, după Ralf Dahrendorf. |
| Homo sovieticus                  | "Omul sovietic"                                        | Referință sarcastică și critică pentru categoria de persoane cu o stare de spirit specifică, care ar fi fost create de guvernele din Blocul Estic socialist. Termenul a fost inventat de către scriitorul sovietic și sociolog Aleksandr Zinoviev. |
| Homo technologicus               | "Omul tehnologic"                                      | Yves Gingras (2005), similar cu homo faber, în sensul că omul creează tehnologia ca o antiteză a naturii. |
| Homo universalis                 | "Omul universal"                                       | În afară de "omul renascentist", un termen asemănător în uz este Homo Universalis, și este folosit pentru a descrie o persoană cu o abordare generală a cunoașterii. |
| Homo viator                      | "Omul pelerin"                                         | Omul pe drumul său spre găsirea lui Dumnezeu. Gabriel Marcel, 1945 |